# Guy Green (Politiker)
Sir Guy Stephen Montague Green (* 26. Juli 1937 in Launceston Tasmanien; † 22. Juli 2025 in Hobart, Tasmanien) war von 1995 bis 2003 Gouverneur des australischen Bundesstaates Tasmanien und danach kurzzeitig Generalgouverneur von Australien.

## Leben und Wirken
Guy Green war ausgebildeter Jurist. Er war Magistrat von 1971 bis 1973 und von 1973 bis 2003 war er Hauptrichter am höchsten Gericht Tasmaniens. Er arbeitete auch an der University of Tasmania und diente dort vor seiner Ernennung zum Gouverneur als Kanzler. Zudem war er Kanzler der australischen Sektion des Order of Saint John.
1995 wurde er als erster gebürtiger Tasmanier zum Gouverneur des Bundesstaates ernannt. Im Oktober 2003 trat Green in den Ruhestand und wurde durch Richard Butler abgelöst. Seither übte er diverse Ehrenämter aus, so engagierte er sich beispielsweise beim Tasmanian Museum and Art Gallery.
Nachdem Peter Hollingworth am 25. Mai 2003 im Zuge von Vorwürfen der Vertuschung von Kindesmisshandlung durch Priester zurücktrat, wurde Green vorübergehend Administrator im Amt des Generalgouverneurs von Australien. Er bekleidete diese Funktion bis zum 11. August 2003, als der Gouverneur von Western Australia, Michael Jeffery zum neuen Generalgouverneur ernannt wurde.
Guy Green starb nach kurzer Krankheit am 22. Juli 2025 in Hobart vier Tage vor seinem 88. Geburtstag.

## Orden und Ehrenzeichen
Green wurde 1982 als Knight Commander des Order of the British Empire zum Ritter geschlagen. 1994 wurde er als Companion des Order of Australia und 2000 als Commander des Royal Victorian Order ausgezeichnet.